# Francis Xavier Morgan
Francis Xavier Morgan, C. O. (n. El Puerto de Santa María, Cádiz; 18 de enero de 1857 - m. Birmingham; 11 de junio de 1935), nacido como Francisco Javier Morgan Osborne, fue un sacerdote católico de nacionalidad hispano-británica que pasó casi toda su vida religiosa en el Oratorio de San Felipe Neri de Birmingham, donde educó y fue el tutor legal de J. R. R. Tolkien.

## Infancia y formación
Francisco Javier Morgan Osborne era hijo de Francis Morgan, un galés que se estableció en El Puerto de Santa María como bodeguero y exportador de vinos de Jerez. Allí se casó con la española María Manuela Osborne y Böhl de Faber (hija a su vez de otro británico, Thomas Osborne Mann, fundador de las Bodegas Osborne; y de Aurora Böhl de Faber, hermana de Cecilia Böhl de Faber, más conocida por su pseudónimo literario de Fernán Caballero). Francis Morgan y María Manuela Osborne tuvieron cinco hijos: Tomás, Isabel, Augusto y Francisco, este último llamado familiarmente Curro.
Siendo un niño, Francisco fue enviado a estudiar a Inglaterra, al Oratorio de Birmingham, donde fue alumno del padre John Henry Newman. Al finalizar sus estudios primarios pasó al instituto de bachillerato que regentaba el monseñor Thomas John Capel en Londres para después ingresar en la Universidad de Lovaina. Al cabo de dos años allí regresó al Oratorio de Birmingham como novicio.
En 1880 acompañó a Roma al padre John Norris, prefecto del Oratorio de Birmingham, donde se entrevistaron con el papa León XIII. A su regreso, ambos acompañaron al recién nombrado cardenal Newman durante su estancia en la residencia londinense del duque de Norfolk, el más ilustre católico del país, donde la alta sociedad británica rindió homenaje al purpurado. Después de ordenarse sacerdote en 1883, Francis Morgan entró a formar parte de manera activa en la comunidad filipense del Oratorio de Birmingham.

## Relación con los Tolkien
Aunque al principio llegó a impartir clase en la escuela del Oratorio, se ocupó la mayor parte de su vida de las labores pastorales de la parroquia que regían los filipenses. Fue allí donde conoció a una viuda recientemente convertida al catolicismo que acudía al Oratorio en busca de consuelo espiritual: Mabel Tolkien (de soltera Suffield), junto con  sus hijos Ronald y Hilary. En septiembre de 1900 Mabel había conseguido matricular a Ronald en la prestigiosa King Edward's School de Birmingham y los domingos la familia asistía a misa en la iglesia del Oratorio. Los Tolkien vivían en una situación bastante inestable desde que murió el cabeza de familia, Arthur Tolkien, que trabajaba en el Estado Libre de Orange como gerente de una sucursal del Bank of Africa Limited. Cuando las dificultades económicas que atravesaba la viuda Tolkien impidieron seguir pagando el colegio de Ronald, el padre Francis lo acogió en la escuela que atendían los religiosos. En consecuencia Mabel y sus hijos se mudaron cerca del Oratorio, a Oliver Road, y allí permaneció el joven escolarizado hasta septiembre de 1903, cuando consiguió una beca para volver a la King Edward's School. 
En abril de 1904 la Sra. Tolkien cayó gravemente enferma de diabetes, con serias dificultades para valerse por sí misma. El padre Francis le consiguió dos habitaciones de alquiler en una casa de campo de Rednal, al sur de Birmingham, cerca de la finca donde los filipenses tenían su cementerio y una casa de retiro. Allí Mabel tendría la ayuda de la casera en las tareas domésticas, le proporcionaría también la comida y los niños podrían disfrutar del entorno campestre de las colinas de Lickey. No en vano parece ser que Rednal inspiró a Tolkien para su imaginaria Rivendel.
Siete meses después de que le fuera diagnosticada la diabetes, en noviembre de 1904, Mabel Tolkien falleció en la casa de campo de Rednal asistida por el padre Francis, a quien dispuso en su testamento como tutor legal de sus dos hijos. Los medios económicos que la difunta señora Tolkien dejaba para la crianza de los niños eran más bien escasos, pero el padre Francis se encargaría de complementarlos con el dinero procedente de su parte del negocio familiar en el Puerto de Santa María. 
El padre Francis se llevó a los hermanos Tolkien a vivir con él al Oratorio. La biblioteca que el sacerdote tenía en su celda era usada frecuentemente por Ronald, que también aprendió gracias a su tutor algo de español, conocimientos que le valieron para crear un idioma al que llamó «naffarin». Con toda probabilidad el joven Tolkien tuvo acceso gracias a la biblioteca del padre Francis a las obras de Fernán Caballero, pseudónimo que utilizaba la escritora Cecilia Böhl de Faber, tía abuela del sacerdote. Incluso se ha llegado a detectar cierto paralelismo entre una de las adivinanzas de Gollum en El hobbit y otra recogida en la obra de Fernán Caballero Cuentos, oraciones, adivinanzas y refranes populares (Madrid, 1877).
Poco después, el padre Francis permitió que Roland y Hilary vivieran con una cuñada de su difunta madre, Beatrice Suffield. Al cabo de tres años el sacerdote se dio cuenta de que la casa de la Sra. Suffield, viuda y sumida en una profunda depresión, no era el ambiente más adecuado para los hermanos Tolkien. Buscó para ellos algo más parecido a un hogar y por eso decidió alojarlos en la pensión de la señora Faulkner, justo al lado del Oratorio. Ronald, de 16 años, conoció allí a Edith Bratt, de 19, que vivía sola con la señora Faulkner desde que murió su madre, comenzando así una especial amistad entre los dos adolescentes. Francis Morgan se opuso a que Ronald tuviera ninguna relación sentimental antes de que fuera mayor de edad, a los 21 años, y este le obedeció respetuosamente. 
El padre Francis volvió a buscar un nuevo alojamiento a los dos chicos, esta vez en casa de la familia McSherry, feligreses de la parroquia del Oratorio. Desde allí Ronald preparó su acceso a la Universidad de Oxford, tras lo cual se trasladó a aquella ciudad, aunque más tarde volvió y contrajo matrimonio con Edith. 
Francis Xavier Morgan murió en el Oratorio de Birmingham en 1935 dejando a cada uno de los hermanos Tolkien 1.000 libras como herencia.